# Поту малий
Поту малий (Nyctibius griseus) — вид дрімлюгоподібних птахів родини потуєвих (Nyctibiidae).

## Поширення
Вид поширений у Центральній та Південній Америці від тропічної Мексики через Коста-Рику до півночі Аргентини та півночі Уругваю. Також його можна зустріти на Карибських островах Ямайка та Гаїті. Віддає перевагу світлим лісам, узліссям, порослим деревами, території на зразок саван на позначці нижче 1200 м над рівнем моря.

## Опис

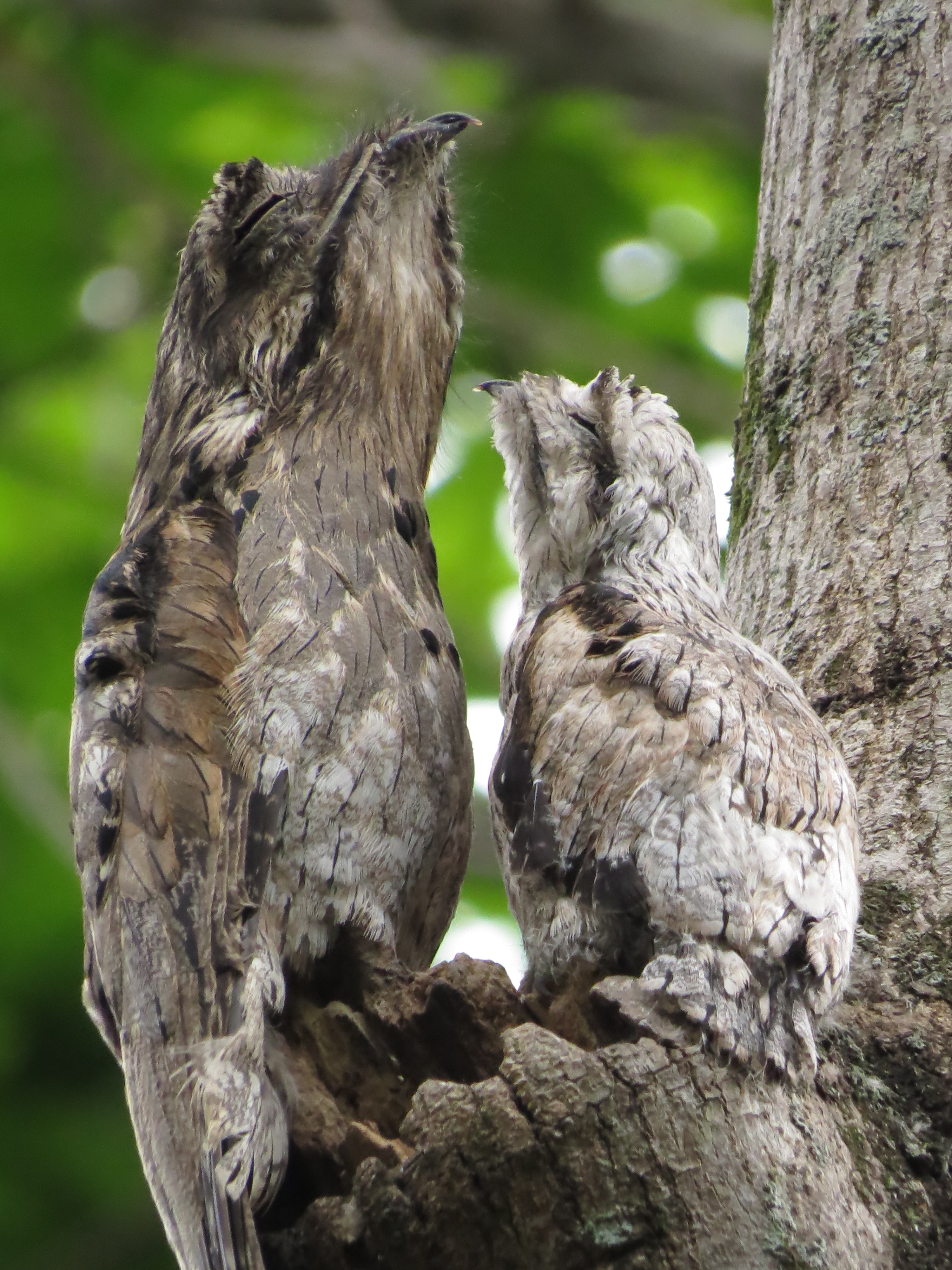
Дорослий птах з пташеням під час відпочинку.

Даний вид дрімлюг досягає довжини 38 см і важить 230 г. Це великий, сильний птах з оперенням сіро-бурого кольору. Короткий дзьоб розкривається у величезну глотку. При основі дзьоба розміщені «щетинки» (видозмінені пера). Призовні крики «ПУУ-уу» — глибокі, ясні, сумно звучать звуки, зменшуються як по висоті, так і по гучності.

## Розмноження
Незвичною є гніздова поведінка цього дрімлюги. Між груднем та березнем птахи висиджують єдине біле яйце з фіолетовими плямами. Вдень самець сидить абсолютно нерухомо з заплющеними очима на яйці. Його райдужка яскраво-помаранчева і вони одразу видали б його чудове маскування. Він уважно розглядає місцевість через два різного розміру розрізи, які проходять вертикально до повік. Коли стемніє, самка висиджує яйце, при цьому її очі залишаються відкритими. Самець полює вночі на великих літаючих комах. У птахів майже ідеальне до фону забарвлення, що забезпечує надійне маскування. Коли вони сидять на розгалуженні гілок на висоті від 3-х до 18 м або на двометровій жердині, вони не помітні. Голова з коротким дзьобом спрямована вертикально вгору. Птах настільки довіряє своєму маскуванню, що не тікає навіть при наближенні на кілька сантиметрів. Цей вид дрімлюг мало вивчений та всюди дуже рідкісний.